# Highland Park (Michigan)
Highland Park – miasto (city) w Stanach Zjednoczonych, w stanie Michigan, w hrabstwie Wayne, w aglomeracji Detroit, położone na północ od jego centrum. Wraz z sąsiednim Hamtramck tworzy enklawę całkowicie otoczoną przez miasto Detroit. W 2010 roku zamieszkane przez 11 776 mieszkańców.
W latach 1910–1974 funkcjonował tu zakład produkcyjny Ford Motor Company (Ford Highland Park Plant). Fabryka podjęła początkowo produkcję Modelu T, przeniesioną tu z zakładu przy Piquette Avenue w Detroit. W 1913 roku w Highland Park wdrożono pierwszą na świecie ruchomą linię montażową, która umożliwiła zwiększenie produkcji samochodów na niespotykaną wówczas skalę. Produkcja Modelu T w Highland Park trwała do 1927 roku. Wraz z otwarciem przez Forda nowego kompleksu fabrycznego River Rouge w Dearborn, produkcję w Highland Park przestawiono na traktory, samochody ciężarowe oraz elementy wykończenia wnętrza samochodów. Podczas II wojny światowej wytwarzano tu m.in. czołgi M4A3 Sherman oraz niszczyciele czołgów M10A1 Wolverine. Zakład zakończył działalność produkcyjną w 1974 roku.
W latach 1925–1992 w Highland Park mieściła się również siedziba koncernu motoryzacyjnego Chrysler Corporation.

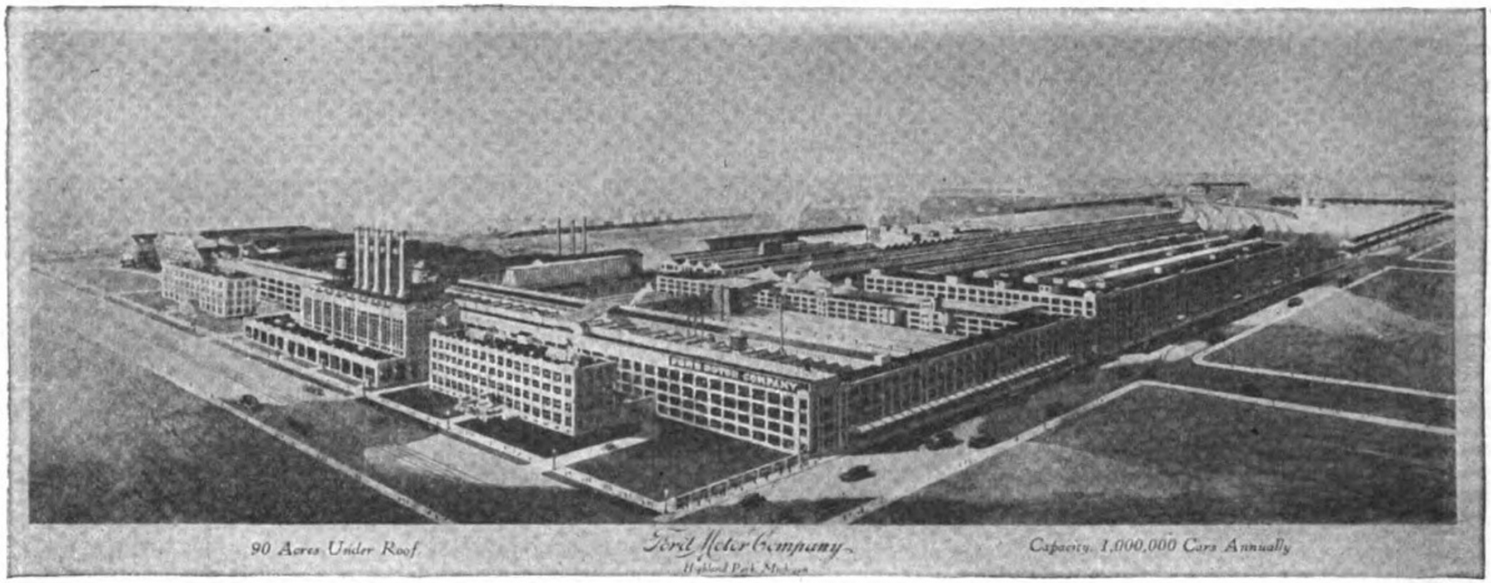
Zakład produkcyjny Forda na ilustracji z 1922 roku
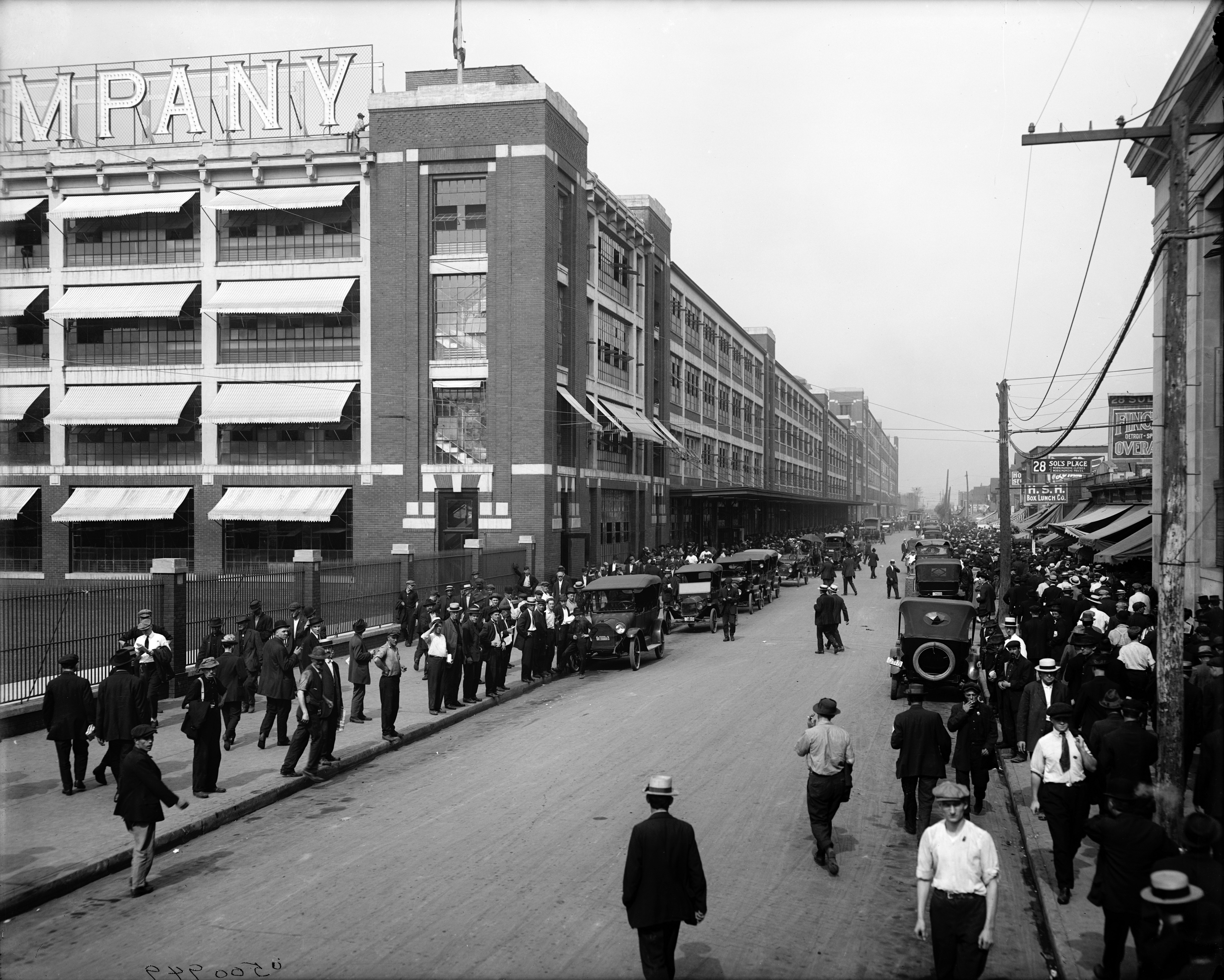
Pracownicy zmierzający do fabryki Forda, inni schodzący z właśnie zakończonej zmiany, 1910–1920